# Evelyn "Champagne" King
Evelyn "Champagne" King (Nova Iorque, 1 de julho de 1960) é uma cantora, compositora e produtora musical. King é mais conhecida por seu sucesso da era disco "Shame", lançado em 1977 durante a grande popularidade da música disco. King teve outros sucessos do início até a metade dos anos 1980, incluindo "I'm in Love" (1981) e "Love Come Down" (1982).

## Discografia

### Álbuns de estúdio
| 1977                                                                                      | Smooth Talk                                 | 14  | 8  | 24 | —  | —  | - EUA: Platina          | RCA Records   |
| 1979                                                                                      | Music Box                                   | 35  | 12 | 45 | —  | —  | - EUA: Ouro             | RCA Records   |
| 1980                                                                                      | Call on Me                                  | 124 | 58 | —  | —  | —  |                         | RCA Records   |
| 1981                                                                                      | I'm in Love                                 | 28  | 6  | —  | —  | —  | - EUA: Ouro             | RCA Records   |
| 1982                                                                                      | Get Loose                                   | 27  | 1  | —  | 45 | 35 | - EUA: 2 vezes; Platina | RCA Records   |
| 1983                                                                                      | Face to Face                                | 91  | 24 | —  | —  | —  |                         | RCA Records   |
| 1984                                                                                      | So Romantic                                 | 203 | 38 | —  | —  | —  |                         | RCA Records   |
| 1985                                                                                      | A Long Time Coming (A Change Is Gonna Come) | —   | 38 | —  | —  | —  |                         | RCA Records   |
| 1988                                                                                      | Flirt                                       | 192 | 20 | —  | —  | —  |                         | EMI-Manhattan |
| 1989                                                                                      | The Girl Next Door                          | —   | —  | —  | —  | —  |                         | EMI-Manhattan |
| 1995                                                                                      | I'll Keep a Light On                        | —   | —  | —  | —  | —  |                         | Expansion     |
| 2007                                                                                      | Open Book                                   | —   | —  | —  | —  | —  |                         | RNB Ent.      |
| "—" denota uma gravação que não entrou nas paradas ou não foi lançada naquele território. |                                             |     |    |    |    |    |                         |               |

### Coletâneas
- The Best of Evelyn "Champagne" King (1990, RCA Records)
- Love Come Down: The Best of Evelyn "Champagne" King (1993, RCA Records)
- Let's Get Funky (1997, RCA Records)
- Greatest Hits (2001, RCA Records)
- Platinum & Gold Collection (2003, RCA Records)
- If You Want My Lovin' (2006, Sony Music)
- Action: The Evelyn "Champagne" King Anthology, 1977-1986 (2014, BBR)
- The Essential Evelyn "Champagne" King (2015, Sony Music Legacy/RCA)

### Singles
| 1977                                                                                      | "Shame"                                          | 9   | 7  | 8  | 72 | 7 | 16 | —  | 26 | —  | 39 | Smooth Talk                                 |
| 1978                                                                                      | "I Don't Know If It's Right"                     | 23  | 7  | 25 | —  | — | 17 | —  | —  | 38 | 67 | Smooth Talk                                 |
| 1978                                                                                      | "Dancin', Dancin', Dancin'"                      | —   | —  | —  | —  | — | —  | —  | —  | —  | —  | Smooth Talk                                 |
| 1979                                                                                      | "Music Box"                                      | 75  | 14 | 78 | —  | — | —  | —  | —  | —  | —  | Music Box                                   |
| 1979                                                                                      | "Out There"                                      | —   | 34 | —  | —  | — | —  | —  | —  | —  | —  | Music Box                                   |
| 1980                                                                                      | "Let's Get Funky Tonight"                        | —   | 34 | 12 | —  | — | —  | —  | —  | —  | —  | Call on Me                                  |
| 1980                                                                                      | "I Need Your Love"                               | —   | —  | —  | —  | — | —  | —  | —  | —  | —  | Call on Me                                  |
| 1981                                                                                      | "I'm in Love"                                    | 40  | 1  | 1  | —  | — | —  | —  | —  | —  | 27 | I'm in Love                                 |
| 1981                                                                                      | "If You Want My Lovin'"                          | —   | —  | 1  | —  | — | —  | —  | —  | —  | 43 | I'm in Love                                 |
| 1981                                                                                      | "Don't Hide Our Love"                            | —   | 28 | —  | —  | — | —  | —  | —  | —  | —  | I'm in Love                                 |
| 1982                                                                                      | "Spirit of the Dancer"                           | —   | 51 | 54 | —  | — | —  | —  | —  | —  | —  | I'm in Love                                 |
| 1982                                                                                      | "Love Come Down"                                 | 17  | 1  | 1  | —  | — | 44 | 13 | —  | 12 | 7  | Get Loose                                   |
| 1982                                                                                      | "Betcha She Don't Love You"                      | 49  | 2  | —  | —  | — | —  | —  | —  | —  | —  | Get Loose                                   |
| 1982                                                                                      | "Back to Love"                                   | —   | —  | —  | —  | — | —  | —  | —  | —  | 40 | Get Loose                                   |
| 1983                                                                                      | "Get Loose"                                      | —   | 61 | —  | —  | — | —  | —  | —  | —  | 45 | Get Loose                                   |
| 1983                                                                                      | "Action"                                         | 75  | 16 | 13 | —  | — | —  | —  | —  | —  | —  | Face to Face                                |
| 1984                                                                                      | "Shake Down"                                     | 107 | 12 | 34 | —  | — | —  | —  | —  | —  | —  | Face to Face                                |
| 1984                                                                                      | "Teenager"                                       | —   | 28 | —  | —  | — | —  | —  | —  | —  | —  | Face to Face                                |
| 1984                                                                                      | "Just for the Night"                             | 107 | 16 | 45 | —  | — | —  | —  | —  | —  | —  | So Romantic                                 |
| 1984                                                                                      | "I'm So Romantic"                                | —   | —  | —  | —  | — | —  | —  | —  | —  | 76 | So Romantic                                 |
| 1985                                                                                      | "Out of Control"                                 | —   | 54 | 14 | —  | — | —  | —  | —  | —  | —  | So Romantic                                 |
| 1985                                                                                      | "Give Me One Reason"                             | —   | —  | —  | —  | — | —  | —  | —  | —  | 93 | So Romantic                                 |
| 1985                                                                                      | "Till Midnight"                                  | —   | 57 | —  | —  | — | —  | —  | —  | —  | —  | So Romantic                                 |
| 1985                                                                                      | "Give It Up"                                     | —   | —  | —  | —  | — | —  | —  | —  | —  | —  | Fright Night (trilha-sonora)                |
| 1985                                                                                      | "Your Personal Touch"                            | 86  | 9  | 5  | —  | — | —  | —  | —  | —  | 37 | A Long Time Coming (A Change Is Gonna Come) |
| 1986                                                                                      | "High Horse"                                     | —   | 19 | 12 | —  | — | —  | —  | —  | —  | 55 | A Long Time Coming (A Change Is Gonna Come) |
| 1986                                                                                      | "Slow Down"                                      | —   | 81 | —  | —  | — | —  | —  | —  | —  | —  | A Long Time Coming (A Change Is Gonna Come) |
| 1988                                                                                      | "Flirt"                                          | —   | 3  | —  | —  | — | —  | —  | —  | —  | —  | Flirt                                       |
| 1988                                                                                      | "Hold on to What You've Got"                     | —   | 8  | 5  | —  | — | —  | —  | 41 | —  | 47 | Flirt                                       |
| 1988                                                                                      | "Kisses Don't Lie"                               | —   | 17 | —  | —  | — | —  | —  | —  | —  | —  | Flirt                                       |
| 1989                                                                                      | "Day to Day"                                     | —   | 80 | —  | —  | — | —  | —  | —  | —  | —  | Girl Next Door                              |
| 1990                                                                                      | "Do Right"                                       | —   | —  | —  | —  | — | —  | —  | —  | —  | —  | Girl Next Door                              |
| 1992                                                                                      | "Shame (Hardcore Mix)" (Altern-8 vs Evelyn King) | —   | —  | —  | —  | — | —  | —  | —  | —  | 74 | Apenas single                               |
| 1995                                                                                      | "I Think About You"                              | —   | —  | —  | —  | — | —  | —  | —  | —  | —  | I'll Keep a Light On                        |
| 1996                                                                                      | "One More Time" (com Divas of Color)             | —   | —  | 10 | —  | — | —  | —  | —  | —  | —  | Apenas single                               |
| 2008                                                                                      | "The Dance"                                      | —   | —  | 12 | —  | — | —  | —  | —  | —  | —  | Open Book                                   |
| 2011                                                                                      | "Everybody" (com Miguel Migs)                    | —   | —  | —  | —  | — | —  | —  | —  | —  | —  | Outside the Skyline                         |
| "—" denota uma gravação que não entrou nas paradas ou não foi lançada naquele território. |                                                  |     |    |    |    |   |    |    |    |    |    |                                             |